# 3인칭 관찰자 시점
《3인칭 관찰자 시점》은 조경아의 첫번째 장편소설이다.
사이코패스 연쇄 살인마의 아들 테오가 사제가 되어 일어나는 사건들을 제 3자의 시점으로 서술해 나간 소설이다. 등장 인물들의 모든 시점을 통해 소설이 전개 되고 있으나 주인공인 테오의 시점만은 나타나지 않는 방식으로 전개된다. 범죄로 인해 피해자 가족은 물론 가해자의 가족들까지 얼마나 많은 고통을 당하며 살아가는지에 대해 소설은 여러 관점들을 보여준다. 해당 작품은 제 14회 세계문학상 우수상했다.